# Subhadradis Diskul
Prinz Subhadradis Diskul (thailändisch หม่อมเจ้าสุภัทรดิศ ดิศกุล, RTGS Mom Chao Suphatthradit Ditsakun, Aussprache: [sùʔpʰáttʰráʔdìt dìtsàʔkun]; * 23. November 1923 in Bangkok; † 6. November 2003 ebenda) war ein thailändischer Kunsthistoriker und Archäologe, der vor allem zu Architektur und Skulptur der Dvaravati-, Srivijaya-, Angkor- und Sukhothai-Epoche forschte.

## Leben

### Familie und Bildung
Subhadradis war ein Sohn von Prinz Damrong Rajanubhab und damit ein Enkel von König Rama IV. (Mongkut). Als Sohn eines Prinzen und einer Bürgerlichen trug er den geringsten thailändischen Prinzenrang Mom Chao. Sein Vater war ebenfalls Historiker und wird als „Vater der (modernen) thailändischen Geschichtsschreibung“ angesehen.
Subhadradis machte seine Schulausbildung am Vajiravudh-Internat, studierte bis 1943 an der Chulalongkorn-Universität Englisch, Geschichte und Pädagogik und ging anschließend für das Bildungsministerium in den Staatsdienst. Dort arbeitete er zunächst im Bereich Grund- und Sekundarschulbildung, später wechselte er an das Fine Arts Department und wurde dort 1947 Chef der Archive sowie der Prinz-Damrong-Bibliothek, die die Bücher und Aufzeichnungen seines Vaters verwaltete. Im Jahr 1948 unternahm er mit Förderung des British Council eine dreimonatige Bildungsreise zu Museen und Ausgrabungsstätten in Großbritannien. 
Auf Empfehlung des auf Südostasien spezialisierten Orientalisten George Cœdès begann Subhadradis seine weitere Ausbildung in Archäologie und Kunstgeschichte an der École du Louvre in Paris bei Philippe Stern, der als Erster eine korrekte Datierung der Khmer-Kunstwerke in Kambodscha erstellt hatte. Er war damit der erste thailändische Wissenschaftler, der eine formelle Ausbildung in diesen Fächern im westlichen Ausland durchlief. Nach dem Ende seines Studiums in Paris 1951 ging Subhadradis nach London, wo er sich am Institute of Archaeology der Universität London in archäologischer Methodik weiterbildete. Seine Promotion zum Ph.D. brach er jedoch ab, nach eigenen Angaben, weil er sich nicht gut mit seinem Doktorvater verstand.

### Wissenschaftliche Tätigkeit
Nach seiner Rückkehr 1953 nach Thailand wurde Subhadradis Kurator in der Abteilung Archäologie des Fine Arts Departments. Seither forschte er erfolgreich an zahllosen thailändischen Kulturgütern und archäologischen Schätzen des Landes. Daneben war er für die Errichtung verschiedener Nationalmuseen in Thailand verantwortlich und initiierte das Studium von Archäologie und Kunstgeschichte im Lande. 1964 wurde er erster thailändischer Professor für Archäologie und gleichzeitig Dekan der archäologischen Fakultät der Silpakorn-Universität in Bangkok. 1976 wurde er Chef des Graduiertenkollegs der Silpakorn-Universität (bis 1981), bevor er 1982 zu deren Rektor ernannt wurde, der er bis 1986 blieb.
1980 wurde er Vorsitzender der Historischen Gesellschaft Thailands, 1990 Vizepräsident der Siam Society, der wichtigsten akademischen Nichtregierungsorganisation des Landes. Von 1987 bis 1992 war er Direktor des Regionalen Zentrums für Archäologie und bildende Kunst der Organisation der Südostasiatischen Bildungsminister (SEAMEO-SPAFA). Im Jahr 1994 wurde er mit dem Fukuoka-Preis für Asiatische Kultur ausgezeichnet. Für seine Verdienste wurde er zum Ritter der französischen Ehrenlegion ernannt, erhielt den Großkordon (Sonderstufe) des Weißen Elefantenorden sowie den Orden von Chula Chom Klao erster Klasse.
Subhadradis hat seine Arbeit in vielen Veröffentlichungen dokumentiert. Sein Buch Art in Thailand: A brief history ist in vielen Auflagen erschienen und gilt als Standardwerk.
Subhadradis Diskul starb am 6. November 2003 in Bangkok.

## Werke (Auswahl)
- Guide to ancient monuments in Lopburi. Bangkok 1961.
- Trésors d'art de Thailande. Paris 1964.
- Art in Thailand. A brief history. Bangkok 1970 (1. Auflage).
- The sculpture of Thailand. (Co-Autor mit Theodore Bowie, A.B. Griswold). New York 1972.
- Sukhothai Art. Bangkok 1978.
- Thailand. (Reihe Archaeologia mundi; Co-Autor mit Pisit Charoenwongsa). Genf/Paris/München 1978.
- The Art of Śrīvijaya (Herausgeber). Kuala Lumpur/Paris 1980.
- Geschichte des Tempels des Smaragdbuddhas. Bangkok 1989.
- Hindu gods at Sukhodaya. Bangkok 1990.